# 高知白バイ衝突死事故
座標: 北緯33度31分16.877秒 東経133度28分24.479秒 / 北緯33.52135472度 東経133.47346639度
高知白バイ衝突死事故（こうちしろバイしょうとつしじこ）は、2006年（平成18年）3月3日に高知県吾川郡春野町弘岡中で発生した白バイ警察官の死亡事故。

## 概要
2006年（平成18年）3月3日午後2時30分頃、高知県吾川郡春野町弘岡中にある道路左側のレストラン駐車場を出発したスクールバス（日野・メルファ）が、国道56号の交差点へ道路外から右折横断して進入しようとしたところ、高知県警察交通機動隊の巡査長が運転する白バイと衝突し、当時26歳の巡査長は胸部大動脈破裂で死亡した。スクールバスの運転手と乗客の仁淀川町立仁淀中学校3年生22人と教員3人にけがはなかった。
スクールバス運転手は、安全確認不十分のまま道路へ進入して事故を起こしたとして逮捕されて起訴されたが、運転手は、起訴事実はなくバスは停止しており複数証人もいる冤罪として無罪を主張した。

高知県警は高知県議会や記者会見で、証拠捏造や白バイの過失を否定した。県警の交通部長は同年3月30日にあった定例記者会見で、「普通に考えて、スリップ痕の偽造なんてやろうと思ってもできるわけがない」と述べ、上告して争っている元運転手側の「スリップ痕は捏造された」という主張に反論した。

2008年（平成20年）8月20日に最高裁判所は被告人の上告を棄却し、一審通り禁錮1年4か月の刑が確定した。元運転手は同年10月23日に高知地方検察庁へ出頭し、高知刑務所で数週間収容されたのち、同年11月から加古川刑務所（交通刑務所）で服役し、2010年（平成22年）2月23日に出所した。身元引受人が居るにもかかわらず仮釈放が認められず、量刑を満期まで務めて出所した。
一方、元運転手が、何者かによりスリップ痕を偽装されたとする告発を行った件につき、2009年1月に高知検察審査会が不起訴不当との決議を行ったことを受け、高知地方検察庁により再捜査が行われたが、同年3月に不起訴処分となり、小野正弘高知地方検察庁次席検事から「必要な捜査をした結果、バスが急ブレーキを踏んだことでついたスリップ痕だと判断した」とのコメントがなされた。

## 年表
- 2006年（平成18年）
  - 3月3日 - 事故が発生する。警察官1名が重体となり、バス運転手は業務上過失致傷罪容疑で逮捕される。夜になり警察官が死亡して業務上過失致死罪容疑に切り替えられる。
  - 7月28日 - 高知県公安委員会が免許取り消しの意見聴取を行う。
  - 12月6日 - 高知地方検察庁が、被疑者の元運転手を起訴する。
- 2007年（平成19年）
  - 4月9日 - 警察官の遺族が、元運転手とスクールバスの所有者である仁淀川町に対し、1億5,704万6,453円の損害賠償を請求する民事訴訟を高知地方裁判所へ提起する。
  - 6月7日 - 高知地方裁判所で片多康裁判官は、求刑禁錮1年8月に対し、禁錮1年4月の実刑判決を下し、弁護側は控訴する。
  - 10月4日 - 高松高等裁判所で刑事裁判の控訴審の審理が始まるも、弁護側が申請する証拠と証人は却下され、即日結審する。
  - 10月30日 - 高松高等裁判所で柴田秀樹裁判長は、第一審で十分な審議がなされたとして控訴を棄却し、弁護側は上告する。
- 2008年（平成20年）
  - 3月6日 - 元運転手は、スリップ痕の証拠は捏造されたものとして、被告訴人不詳のまま証拠偽造罪で高知地方検察庁へ刑事告訴する。
  - 5月23日 - 民事訴訟において、高知地裁は、仁淀川町と元運転手に対し「遺族に対する被害の回復、慰謝の措置を取ることが相当」とした上で、1億円の支払いで和解を勧告する。
  - 5月23日 - 無過失を主張する元運転手に対する訴えを取り下げ、民事訴訟が終結する[3]。
  - 8月20日 - 最高裁判所第二小法廷において、津野修裁判長が上告を棄却し、禁錮1年4月の判決が確定する[4]。
  - 9月10日 - 日本弁護士連合会人権擁護委員会が、元運転手からの人権救済申立を「2008年度-第22号事件」として受理する。
  - 9月11日 - 高知地方検察庁が、証拠偽造について嫌疑なしで不起訴と処分すると、元運転手は高知検察審査会に審査を申立てる。
  - 10月23日 - 元運転手が高知地検に出頭し、高知刑務所に収容されたのちに加古川刑務所へ移送される。
- 2009年（平成21年）
  - 1月29日 - 証拠偽造に関する不起訴処分について、高知検察審査会が不起訴処分不当と議決する。
  - 2月23日 - 証拠偽造について、高知地検は再び嫌疑なしで不起訴と処分する。
  - 3月3日 - 元運転手とその家族が、高知県警察に対する国家賠償請求訴訟を高知地方裁判所に提起する。
- 2010年（平成22年）
  - 2月23日 - 元運転手が刑期を満了して加古川刑務所から出所する。
  - 10月18日 - 元運転手が高知地裁に再審を請求する[5]。
- 2011年（平成23年）
  - 8月 - 元運転手が、刑事裁判で証言した白バイ隊員を偽証罪で告訴する[6]。
- 2012年（平成24年）
  - 11月13日 - 元運転手らが「証拠が捏造された」として高知県などに国家賠償を求めた訴訟について、最高裁第2小法廷で須藤正彦裁判長は原告側の上告を棄却する[7]。
- 2014年（平成26年）
  - 12月16日 - 高知地裁で武田義徳裁判長は、再審請求を棄却する[8]。
  - 12月19日 - 元運転手は高松高裁に、即時抗告を申立て受理される。
- 2016年（平成28年） 
  - 4月14日 - 日弁連人権擁護委員会から追加資料の提出要請があり、再審請求審に提出した資料を送付する。
  - 10月18日 - 高松高裁が、即時抗告申立を棄却する。
  - 10月24日 - 高松高等裁判所が平成28年10月18日に下した即時抗告棄却決定に対して、最高裁へ特別抗告する。
- 2018年（平成30年）
  - 5月7日 - 高松高等裁判所が平成28年10月18日に下した即時抗告棄却決定に対する特別抗告について、最高裁判所第三小法廷は棄却する。
  - 6月7日 - 二次再審を準備する。

## 争点

### 検察側の主張
公訴事実
- 元運転手には『道路進入時の安全確認不十分』という業務上の過失があった。

内容
- 5キロメートル毎時 (km/h) ないし10km/hで車道を進行中に60km/hで通常走行中の白バイと衝突、
- 発進して6.5mを5秒（時速4.6km相当 - 「時速5kmないし10km」ではない）掛けて進んだ地点でスクールバスは急ブレーキをかけ、白バイを轢いたまま約2.9m先で停車した。
- 白バイが引きずられたことを示す車体のブレーキ痕である擦過痕が残っている。
- 約3.6m前方に跳ね飛ばして転倒させ警察官を死亡させた。
- 白バイは制限速度いっぱいの時速60km程度の速度で、バスが停車していればありえなかった事故である。
- 緊急走行や追跡追尾訓練のために制限速度を超えて高速で運転したことはない。高速で運転するのは速度違反を取り締まるために追跡するときだけである。
- 同僚の白バイ隊員が約130m離れた交差点のバスと178m先の白バイを目視、交差点から約80m離れた場所で事故を目撃した。8年のベテラン隊員であり、バスは時速約10km、白バイは約60kmであると確認できた。
- 死亡事故という重大な事案であることから、事故直後の逮捕は正当である。

衝突直前の白バイの速度
- 白バイは、時速60kmで通常走行中に衝突した。
- 対向車線を走行していた白バイ隊員が、「白バイは時速50 - 60キロで走行中に動いているバスと衝突した」と法廷で証言している。

白バイの公道での高速走行訓練の有無
- 取り締まり時を除き、白バイが法定速度を超えて走行することはない。

衝突地点
- 発進して6.5mを5秒（時速4.6km相当 - 「時速5kmないし10km」ではない）掛けて進んだ地点でスクールバスは急ブレーキをかけ、白バイを轢いたまま約2.9m先。

ブレーキ痕
- 前輪左側のタイヤによって1.2mのブレーキ痕が、前輪右側のタイヤによって1mのブレーキ痕があり、急ブレーキをかけたのは明らか。
- ブレーキ痕に一部濃いもののある写真は事故で流出した液体が付着したもので、そうでない写真は液体が乾いた後に撮られた写真である。
- 事故直後の写真でも、ブレーキ痕は映っており、捏造したものではない。

被告の逮捕
- 死亡事故という重大な事案であることから、事故直後の逮捕は正当である。

### 弁護側の反論
公訴事実について
- 業務上の注意義務を怠り、右方道路から進行してくる車両の有無及び安全確認が不十分のまま発進した事実はない。

衝突直前の白バイの速度について
- 白バイの後方を走行していた軽トラックの運転手「白バイが100キロ近い速度まで加速し車間距離を広げていった」という証人がいる。
- 別の白バイ隊員が、約80メートルの距離から正確に事故を見ているかは極めて疑問。そのうえ、対向してくる白バイの速度を目測で判定するのも極めて困難である。
- 県警科学捜査研究所（科捜研）の算定結果は、すべて検察側の主張を前提としている。「事故前の白バイの速度は時速約100キロメートル」とする被告側証人の証言は、体験を基にした推定で信用性は極めて高い。

白バイの公道での高速走行訓練の有無について
- 公道での違法な高速走行訓練が行われていた。

衝突地点について
- 衝突による破片の散乱状況はスクールバスの最終停止位置に集中している。これは同位置が衝突地点であることを裏付ける重要な物証であり、衝突後、白バイを引きずったまま約2.9m先で停車したとする一審判決の事実誤認は明らかである。

ブレーキ痕について
- スクールバスの移動距離はわずか6.5メートルで、一旦停止したのちに発進している。仮に急ブレーキをかけたとしても、乾燥した舗装道路上で1メートル以上のブレーキ痕がつくことは疑問である。
- バスに乗っていた教諭は、急ブレーキも、体が前に倒れるような衝撃も全くなかったと証言している。
- スクールバスの後ろで乗用車を運転していた校長は、「スクールバスは停車しており、急ブレーキの事実がなかった」と法廷で証言している。
- スクールバスに乗車していた生徒の1人が、事故前後のバス車内の様子として「スクールバスは停車しており、急ブレーキの事実がなかった」ことを法廷で証言してもいいと申し出たが、却下される。

被告の逮捕について
- 被告は事故後、負傷者を救急車に乗せるなどし、一切逃げようとも証拠隠滅しようともしていない。逮捕の必要性はなかった。

実況見分の方法について
- 実況見分は事故現場が保存されている状況で、事故当事者の直接の立ち会いと説明の下で行われるものである。それが全く行われていない。

検察官調書について
- 被告は、高知地検で検察官に実況見分の図面やスリップ痕なるものの写真を見せられた。事故発生直後、現場での本人による確認を受けていない。
- 「事故が作りかえられている。ここで何を言っても太刀打ちできない」と考え主張をあきらめ、「早く取り調べを終わらせて弁護士に頼むしかない」と考え、検察官の言うとおりにした。

量刑の不当性について
- 一審が有罪なので、無罪を強く主張しつつもあえて情状意見を述べる。被告は極めて慎重な注意を払って道路に出ており、業務上の過失を認定することは困難。さらに捜査そのものに数々の重大な疑問がある。
- 一審判決が、被告が争っていることを取り上げ「真摯な反省がない」と量刑を重くしているのは極めて不当である。

### 主な争点
ブレーキ痕がバスの急ブレーキによってできたものか、警察に捏造されたものか
とりわけブレーキ痕がバスによってできたものか、警察に捏造されたものかという点に争いがある。
- 検察側
  - 捏造や飲料水を塗ったことはない、と交通部長が述べる。
  - 捜査で反省すべき点はない、と交通部長が述べる。
- 弁護側
  - 白バイは一旦停止中のバスに衝突したものであり、白バイの高速走行と前方不注視による自損事故である。
  - 警察は身内の違法走行を隠蔽するため、事故形態を捏造、バスが走行していた証拠としてブレーキ痕などを捏造し、被告人を犯人に仕立て上げた。
  - 写真のブレーキ痕にはタイヤの溝がない。
  - 同様のブレーキ痕は飲料水を塗ることで捏造可能。
  - 交通事故としては異例の30名の捜査員が派遣されていた。
  - 元運転手に現場で確認させていない。
  - バスの乗客の証言（急ブレーキのショックを受けていない）と食い違いがある。

## 裁判所判決

### 第一審
2007年6月7日、高知地方裁判所（片多康裁判官）
地裁判決文
- 判決
  - 禁錮1年4月の実刑判決を下す。

- 理由
  - バスが安全確認をおこたって道路に侵入した結果起こった事故である。
  - バスの破損状況から白バイの速度は衝突時で時速60kmあるいはそれを若干上回る程度であり、あえて無謀ともいえる高速度で走行したとはにわかには考えがたい。
  - 実況見分調書のブレーキ痕や、路面に残された擦過痕、バスの損傷を総合的に判断し、バスは動いていた。
  - バスは停止していたとの証言は、路面擦過痕や双方の車両の損壊状況といった衝突状況を示す客観的証拠からの認定に反するものであり、衝突態様についての証明力は乏しいと言わねばならない。
  - ブレーキ痕の一部濃い部分は、事故でバスまたは白バイから流出した液体がタイヤの前輪に入り車両を撤去した際に出現したものである。
  - 事故直後とされる写真にブレーキ痕が映っていることに加え、多くの見物人や報道関係者が居合わせる中、捏造の可能性はほとんどない。
  - 被告人は反省の弁を述べるものの、客観的証拠から判断できる事故形態とは異なる独自の主張に固執し、それに反する証拠はすべて捏造と主張し、過失によるものとはいえ自らの責任を真摯に反省するところがない。遺族が憤慨するのも当然である。
  - 死亡事故であり逮捕は正当である。
  - 被告人は当該事故の約半年前にもジャンボタクシーでの一時停止違反で検挙されており、かかる違反歴も見過ごすことができない。

### 控訴審
2007年10月30日、高松高等裁判所（柴田秀樹裁判長）
高裁判決文
- 判決
  - 本件控訴を棄却する。

- 理由
  - 高知地裁の原判決には正確性を欠く部分はいくつかあるが、おおむね正当であり判決に影響はない。
  - 仮に急ブレーキでなくても、白バイとの衝撃により1メートルのブレーキ痕ができてもおかしくない。液体は白バイから流出したものであると思われる。
  - 生徒や教員のほか野次馬等もいる中、警察官が被告人を逮捕して警察署に引致し、現場に戻すまでの間に捏造し得る状況ではなかったから、ブレーキ痕様のもの等を捏造した疑いは全くない。
  - 事故直後とされる写真にブレーキ痕が映っていることに加え、多くの見物人や報道関係者が居合わせる中、捏造の可能性は全くない。
  - 弁護側の証言は事故車両の状況と合致せず信用できない。
  - 白バイにも前方不注視の過失はあったが、被告人が右方向の安全確認を十分にさえしていれば事故は容易に回避できた。
  - 原判決の死亡事故であるからというのは正確性を欠くが、逮捕時被害者は生存していたとはいえ致命傷を負っており、重大な事案であることに代わりはなく逮捕は正当である。
  - 人一人の尊い命を奪った結果が重大、被害者感情は厳しく、被告は過去に2度の交通違反があり交通法規に対する遵法精神が希薄、責任を免れるため明らかに不合理な供述をして真摯な反省の情に欠けており、原判決は不当に重いとはいえない。

### 上告審
2008年8月20日、最高裁判所第二小法廷（今井功裁判長）
- 判決
  - 本件上告を棄却する。

- 理由
  - 刑事訴訟法405条の上告理由に当たらない。

## メディア報道
隣県香川県と岡山県をエリアとするローカル局であるKSB瀬戸内海放送（ANN系列。本社・香川県高松市）記者の山下洋平が、視聴者から事件の当事者を紹介され「これは放っておけない」と、高松高裁での控訴審開始前の2007年9月から取材を開始した。
山下はその後も継続して事件の経過報道、検証報道を行っているほか、KSB瀬戸内海放送のウェブサイトでも特集動画を配信している（KSBニュース 『高知白バイ衝突死』）。
全国ネットでもキー局のテレビ朝日が、KSBの取材を元に、交通事故調査の専門家を呼んで実地検証を行うなど再三報道している。
なお高知県にはテレ朝系列のテレビ局が存在しないため、当時RKC高知放送（日本テレビ系）へ系列外ネットされていた『スーパーモーニング』のような例外を除き、KSBを含むテレ朝系列の報道は地元では放送されていない（KSBは2011年4月1日から高知ケーブルテレビで区域外再放送が行われている）。
地元のテレビ局や新聞社、高知に支社を置くその他の大手マスメディアはこの事件について報道しておらず、事件が起こった地元よりも、他県での方が事件の知名度が高いという現象が見られる。
ジャーナリストの田中龍作によると「冤罪とすぐに決めつけることはできないにしても、冤罪の疑いは濃い。にもかかわらず、大マスコミの記者たちは事実を追及しようとしない」と指摘している。
- 『なぜ私が収監されるのか 証拠捏造？えん罪の可能性…高知白バイ事故の真相』 - ウェイバックマシン（2012年10月11日アーカイブ分） テレビ朝日 『報道発 ドキュメンタリ宣言』 2008年12月1日放送
- 『高知白バイ衝突死』 瀬戸内海放送 KSBニュース
- 『警察が証拠をねつ造？ 白バイ隊員“事故死"の真実』 - ウェイバックマシン（2008年10月2日アーカイブ分） テレビ朝日 「ザ・スクープスペシャル 第21弾」 2007年12月9日放送
- 『それでも、証拠は動かない〜高知白バイ衝突死2』 - ウェイバックマシン（2012年10月11日アーカイブ分） テレビ朝日 「テレメンタリー」  2008年11月17日放送 制作：瀬戸内海放送
- 『証拠が嘘をつく〜高知白バイ衝突死』 - ウェイバックマシン（2011年8月5日アーカイブ分） テレビ朝日 「テレメンタリー」 2008年3月3日放送 制作：瀬戸内海放送
- 『本当に“推定無罪”か-シリーズ言論は大丈夫か11-』 テレビ朝日 「サンデープロジェクト」 2008年4月13日放送（2008年4月17日時点のアーカイブ）
- 『実録“収監の瞬間”無罪信じる妻涙の別れ 』 テレビ朝日 「スーパーモーニング」 2008年10月24日放送
- 『白バイ事故に新証言 バスは動いていたのか』 テレビ朝日 「スーパーモーニング」 2007年10月31日放送
- 『受刑　壁のむこうへ～高知白バイ衝突死3～』テレビ朝日 「テレメンタリー」 2010年4月10日放送
- 『裁判官はその目を閉ざした ～高知白バイ衝突死　疑惑の証拠はどう裁かれたのか～』  テレビ朝日 「テレメンタリー2015」  2015年2月9日放送 制作：瀬戸内海放送

## 再審支援運動
元運転手が再審請求を開始した前日の2010年10月17日には、高知市の高知商工会館において、元運転手の再審請求を支援する集会が開催された。冤罪事件に関わってきたジャーナリストの大谷昭宏を進行役に、元運転手本人をはじめ、足利事件、布川事件、志布志事件、また隣県の愛媛県で起きた白バイ事故による冤罪が指摘されている事件「愛媛白バイ事件」の冤罪被害者らが出席した。

## 冤罪が指摘される類似の事件
- 遠藤事件
- 愛媛白バイ事件[13][14][15]